# Угурманский
Угурманский — посёлок в Куйбышевском районе Новосибирской области. Входит в состав Чумаковского сельсовета. 

## География
Площадь посёлка — 51 гектар.

## Население
| 2002 | 2007 | 2010 |
| ---- | ---- | ---- |
| 155  | ↘134 | ↘98  |

## Инфраструктура
В посёлке по данным на 2007 год отсутствует социальная инфраструктура.